# تشارلي هولت
تشارلي هولت (بالإنجليزية: Charlie Holt)‏ هو لاعب هوكي الجليد أمريكي، ولد في 17 يوليو 1922 في ميلروز في الولايات المتحدة، وتوفي في 17 مارس 2000.

## وصلات خارجية
- تشارلي هولت على موقع HockeyDB.com (الإنجليزية)